# André Damseaux
André Damseaux (* 5. März 1937 in Verviers; † 29. März 2007 in Jalhay) war ein belgischer Politiker des Mouvement Réformateur (MR). Er war langjähriger Parlamentarier (Abgeordnetenkammer, Europäisches Parlament, Parlament der Französischen Gemeinschaft) und Parteipräsident. Damseaux bekleidete zudem kurzzeitig das Amt des Ministerpräsidenten der Wallonischen Region. Auf lokaler Ebene war er Bürgermeister von Verviers.

## Lebenslauf
André Damseaux besaß ein Diplom in Diplomatiewissenschaften (Universität Lüttich (ULg), 1961) und Politikwissenschaften (ULg, 1964). Vor seinem Studium verbrachte er zwei Jahre im Vereinigten Königreich und in Deutschland, wo er seine Sprachkenntnisse verbesserte. Seinen Einstieg ins berufliche Leben erlebte Damseaux als Journalist für die Zeitung La Meuse.

## Politische Laufbahn
Die politische Karriere von Damseaux begann zunächst auf lokaler Ebene in Verviers, wo er 1965 in den Gemeinderat gewählt wurde. Im Jahr 1971 ließ er sich für die liberale PLP (Parti de la liberté et du progrès, Vorgänger der heutigen MR), in der er im Jahr 1973 zum Präsidenten des frankophonen Flügels (PLPW) wurde, in die Abgeordnetenkammer wählen. Unter der Präsidentschaft von Damseaux wurde die PLP nach der Fusion mit dem Rassemblement wallon (RW), der Partei von Jean Gol, François Perin und Etienne Knoops, in PRLW (Parti des réformes et de la liberté de Wallonie) umbenannt. Seinen Parteivorsitz gab er 1979 an Gol ab, der eine Vereinigung mit den Brüsseler Liberalen und eine Umbenennung der Partei in Parti Réformateur Libéral (PRL) vornahm.
André Damseaux wurde 1977 ins erste Europäische Parlament gewählt. Im Jahr 1980 kehrte er in die Wallonische Region zurück, um dort zum Ministerpräsidenten der ersten vom Wallonischen Regionalrat gewählten Regierung, in der die Parteien PRL, PS und PSC proportional vertreten waren, ernannt zu werden. Dieses Amt gab Damseaux nach zehn Monaten infolge einer Abmachung an Jean-Maurice Dehousse (PS) ab. Er blieb jedoch wallonischer Minister für die Verwaltungsaufsicht über die lokalen Behörden und für Außenbeziehungen. Im Jahr 1985 wechselte er in die nationale Regierung unter Wilfried Martens (CVP) und wurde Minister für das nationale Unterrichtswesen. Dort erlitt Damseaux einige Schwierigkeiten, sodass er gezwungen war zurückzutreten. Später gab er an, den Sprung in die nationale Regierung bedauert zu haben.
Daraufhin verließ Damseaux die nationale Politik und wurde für sechs Jahre Bürgermeister von Verviers. Dieses Amt konnte er nach den Wahlen 1994 nicht verteidigen und auch den Sprung ins regionale Parlament schaffte er 1995 nicht. Aufgrund einer verfassungsrechtlichen Unsicherheit, die heute behoben ist, ersetzte André Damseaux jedoch Alfred Evers (PFF) im Parlament der Französischen Gemeinschaft, da dieser als Regionalabgeordneter aus dem deutschen Sprachgebiet nicht gleichzeitig in den Parlamenten der Französischen und der Deutschsprachigen Gemeinschaft tagen konnte.
Seine politische Karriere beendete André Damseaux im wallonischen Parlament und im Gemeinderat von Jalhay.

## Ehrungen
André Damseaux war Kommandeur des Leopoldsorden. Er wurde vom Institut Jules Destrée zu einer der 100 wichtigsten wallonischen Persönlichkeiten des zwanzigsten Jahrhunderts gewählt.

## Übersicht der politischen Ämter
- 1965–1999: Mitglied des Gemeinderates in Verviers
- 1971–1995: Mitglied der Abgeordnetenkammer (teilweise verhindert)
- 1977–1984: Mitglied des Europäischen Parlaments (teilweise verhindert)
- 1980–1995: Mitglied des Wallonischen Parlaments (teilweise verhindert)
- 1982–1985: Ministerpräsident der Wallonischen Region, später Minister für die Verwaltungsaufsicht und für Außenbeziehungen
- 1985–1987: Minister für das nationale Unterrichtswesen in der Regierung Martens VI
- 1989–1994: Bürgermeister von Verviers
- 1996–1999: Mitglied des Parlamentes der Französischen Gemeinschaft (nachgerückt)
- 1999–2004: Mitglied des Wallonischen Parlaments
- 2001–2006: Mitglied des Gemeinderates in Jalhay